# Johan Nicolaus Weller
Johan Nicolaus Weller (Niclas), född 1723 i Vall, Gotlands län, död 13 juli 1785 i Visby, var en svensk militär (sergeant) och kyrkomålare.

## Biografi

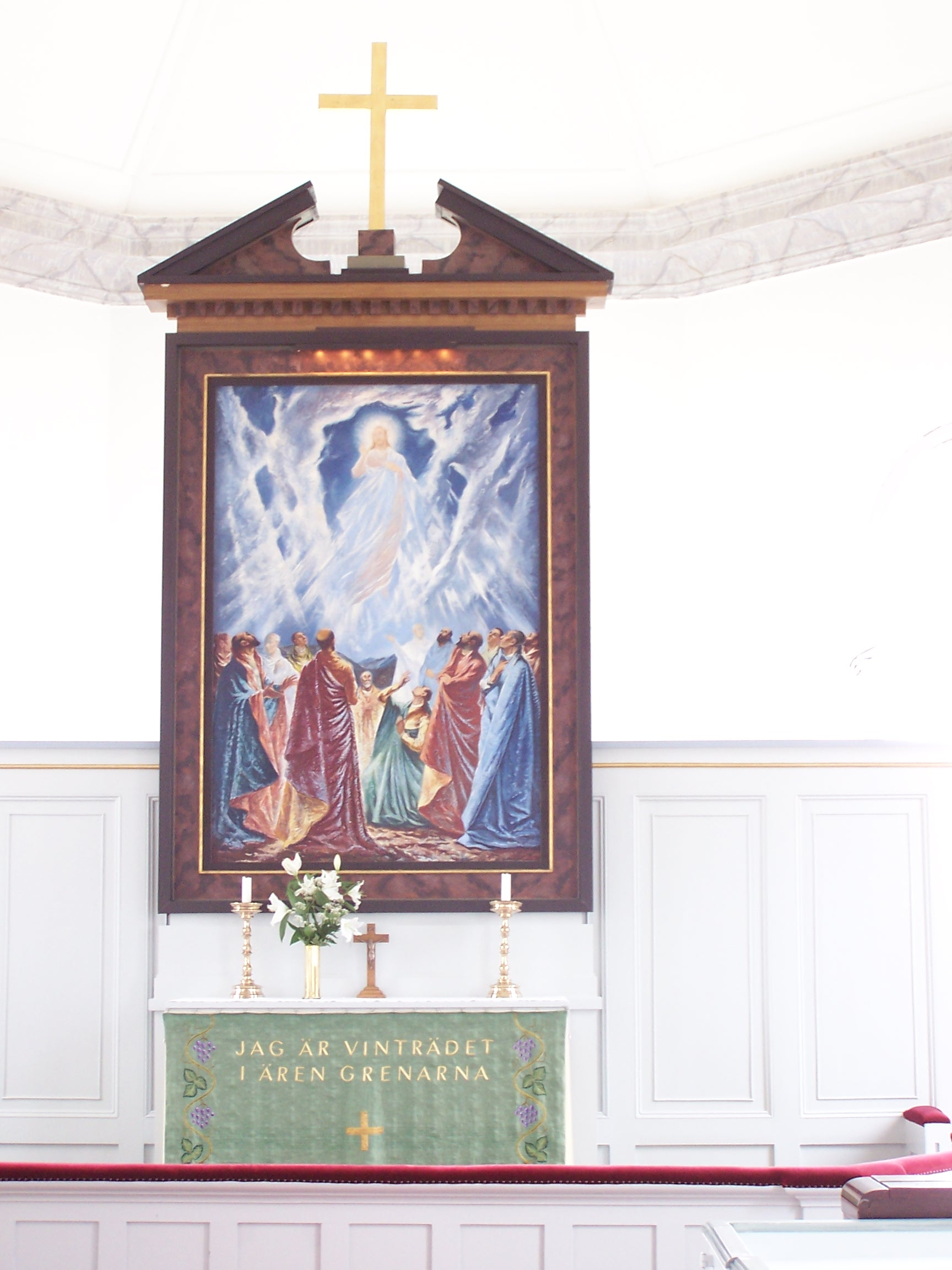
Altaruppsats i Dagstorps kyrka målad av Johan Nicolaus Weller.

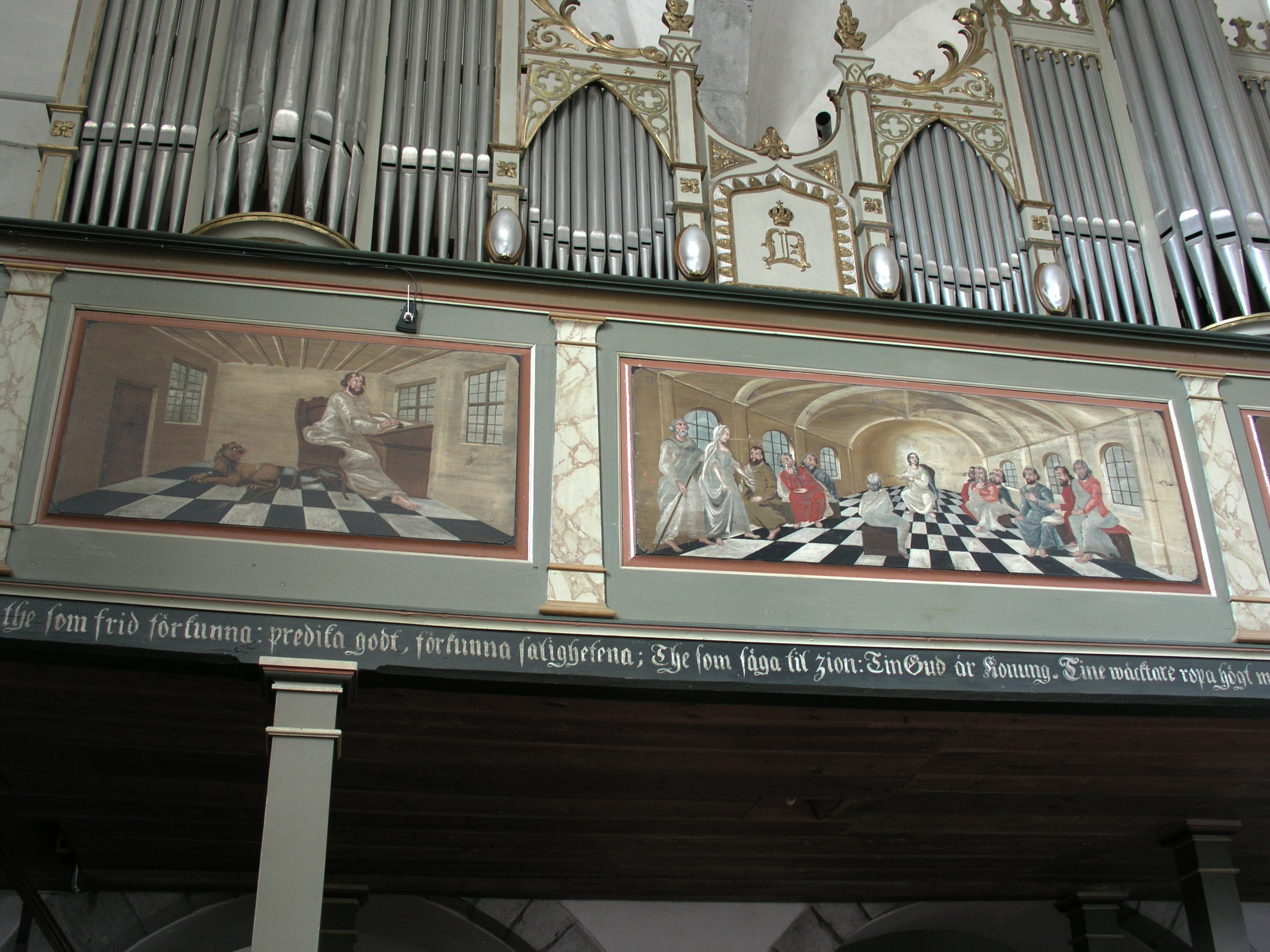
Läktarbarriär i Othems kyrka målad av Johan Nicolaus Weller.

Johan Weller tycks under 1740- och 1750-talen ha besökt Skåne. År 1746 hittar man nämligen spår efter honom i Dagstorps kyrka där han målat altaruppsats, predikstol, läktare och bänkar samt renoverat en "korpral". Senare, år 1754, renoverade och målade han i Norrvidinge kyrka. 
Under 1760- och 1780-talen hittar man Johan Nicolaus Weller på Gotland, där han verkat flitigt i öns kyrkor. Tyvärr är en del av hans verk senare överkalkade. På norra väggen i Valls kyrka hänger en mycket fin oljemålning föreställande "Välsignande Kristus". Den är signerad: "J. W. Ficcit" ("fecit" = "har gjort"), vilket enligt "Svenskt konstnärslexikon" betyder Johan Weller, men enligt Erland Lagerlöf i "Gotlands kyrkor" skulle kunna uttydas Jöns Wulff. I samma kyrka har Johan Weller i alla händelser gjort ett epitafium över sina föräldrar.
Johan Weller hade en utmärkt färgbehandling och figurrika bibliska scenerier. Ett känt exempel på hans målerikonst är läktarbarriären i Stenkyrka kyrka med motiv över "Kristus lärande i Jerusalems tempel". Efter att ha förvisats till tornrummet har konstverket erhållit en viss upprättelse genom att det fått komma med i Allhems förlags bok om landskapet Gotland, utgiven 1959. 

## Genealogi

### Föräldrar
- Botulph (Botholp) Larsson Weller (1664-1736), kyrkoherde.
- Margaretha Christina Ek/Eck (Eer) (ca 1692-1753).

### Syskon
- Carl Adolf Weller (1712-1794), kyrkoherde i Follingbo.

### Barn
- Johan Mathias Weller, guldsmed och akademigravör.

### Fru
- Johanna Maria Lind

## Verk
- Dagstorps kyrka, Skåne: Målning av altaruppsats, predikstol, läktarbarriär, bänkar & renovering av "korpral" 1746.
- Norrvidinge kyrka, Skåne: Renovering & målning 1754.
- Lummelunda kyrka, Gotland.
- Martebo kyrka, Gotland.
- Follingbo kyrka, Gotland: Målning av epitafium över pastorskan Helena Maria Stockman och av evangelister i fyllningar på orgelläktaren, 1771-1772.
- Othems kyrka, Gotland: Målning av läktarbarriär: de fyra evangelisterna och "Jesus vid 12 års ålder i templet", 1776.
- Hejde kyrka, Gotland.
- Tofta kyrka, Gotland: Målning av altaruppsats "Kristi triumf".
- Valls kyrka, Gotland: Målning av epitafium över föräldrarna. Troligen har Johan också gjort oljemålningen "Välsignande Kristus".
- Vänge kyrka, Gotland: Målning av predikstol 1778.
- Buttle kyrka, Gotland: Figuralmålningar på predikstol 1780.
- Tingstäde kyrka, Gotland: Målning av altaruppsats "Jesus lider i Getsemane", 1780 samt läktarbarriär, varav rester är upphängda på nordväggen.
- Stenkyrka kyrka, Gotland: Målning av läktarbarriär med bilder av evangelisterna och "Jesus vid 12 års ålder i templet", 1783.
- Sjonhems kyrka, Gotland: Målning av predikstol 1785.